# Michael Berrer
Michael Berrer (Stuttgart, 1 de julio de 1980) es un exjugador de tenis alemán.

## Carrera
Su mejor posición en el ranking mundial hasta el momento fue el puesto 42 que ocupó en mayo de 2010. Mientras que en dobles alcanzó el puesto 134 en marzo de 2009. 
Con 7 años Michael Berrer comenzó a jugar al tenis. En 1999, comenzó su carrera profesional. Su mayor éxito fue llegar a las semifinales del Torneo de Moscú en el año 2007. La primera victoria individual en un torneo de Grand Slam que consiguió fue en Wimbledon ante el español Albert Montañés por 6-3, 6-3, 6-2. 
Ganó su primer título ATP en el año 2008, junto con su compatriota Rainer Schuettler ganan el Torneo de Múnich en la modalidad de dobles.
En febrero de 2009, ganó el torneo Challenger de Breslavia (Polonia), derrotando al ruso Alexander Kudryavtsev en la final por 6-3 y 6-4.

### 2010
En febrero de 2010 Berrer alcanzó su primera final ATP en individuales. Fue en el Torneo de Zagreb. Cayó derrotado ante el campeón defensor, el croata Marin Čilić en tres sets. También ganó el torneo Challenger de Heilbronn derrotando al kazajo Andrei Golubev en la final. Posteriormente disputa el torneo ATP World Tour 500 en Dubái donde después de triunfar ante Lukas Lacko primero y Nikolay Davydenko posteriormente cae derrotado ante el chipriota Marcos Baghdatis por 6-7, 1-6. También llegó a la tercera ronda del Masters de Monte Carlo donde no pudo ante el español Rafael Nadal perdiendo claramente por 0-6, 1-6. En septiembre Berrer clasificado como el número 51 en el mundo, disputa el Torneo de Pekín, donde en primera ronda obtiene una resonada victoria ante el checo Tomáš Berdych, número 7 del mundo, en tres sets. Esta fue la segunda victoria ante un Top 10 en su carrera. En la Ronda 2, cayó derrotado en tres sets ante el francés Gilles Simon. En el camino a las semifinales del Torneo de Viena, Berrer derrota al español Guillermo García-López, al uruguayo Pablo Cuevas y a Marcos Baghdatis. Pero cae derrotado ante el local Andreas Haider-Maurer.

### 2011
A principios de 2011, Berrer llega nuevamente a la final del Torneo de Zagreb y nuevamente fracasa, perdiendo ante el croata Ivan Dodig por 3-6 y 4-6. 
Gana su primer enfrentamiento en un Grand Slam, en el Torneo de Roland Garros 2011. Derrota en primera ronda al cabeza de serie n.º 26, el canadiense Milos Raonic, en segunda ronda también triunfa ante el francés Arnaud Clément. Pero en tercera ronda es derrotado por el escocés Andy Murray por 6–2, 6–3, 6–2.

### 2013
El 5 de febrero, mientras disputaba el Torneo de Zagreb, se tuvo que retirar en primera ronda por fatiga muscular, cuando disputaba el tercer set ante el hindú Somdev Devvarman. 
El 12 de julio, se retiró con una lesión en el codo izquierdo, mientras enfrentaba al español Roberto Bautista Agut en el Torneo de Stuttgart por los cuartos de final, también obligado a retirarse del dobles que disputaba junto a su compatriota Andreas Beck. Posteriormente tras realizarle una resonancia magnética para valoración de la lesión, fue operado el 17 de julio.

## Títulos; 11 (10 + 1)
| Leyenda                     | Individuales | Dobles |
| --------------------------- | ------------ | ------ |
| Grand Slam                  | 0            | 0      |
| ATP World Tour Finals       | 0            | 0      |
| ATP World Tour Masters 1000 | 0            | 0      |
| ATP World Tour 500 Series   | 0            | 0      |
| ATP World Tour 250 Series   | 0            | 1      |
| ATP Challenger Series       | 10           | 0      |

### Individuales

#### Títulos
| No. | Fecha       | Torneo                             | Superficie | Rival en la final     | Resultado         |
| --- | ----------- | ---------------------------------- | ---------- | --------------------- | ----------------- |
| 1.  | 01.08.2005  | Challenger de Segovia              | Dura       | Yeu-Tzuoo Wang        | 7-5 6-7(6) 6-1    |
| 2.  | 07.11.2005  | Challenger de Eckental             | Moqueta    | Steve Darcis          | 6-3 4-6 6-4       |
| 3.  | 13.11.2006  | Challenger de Helsinki             | Dura       | Tomáš Zíb             | 6-2 3-6 6-3       |
| 4.  | 22.01.2007  | Challenger de Heilbronn (1)        | Dura       | Michaël Llodra        | 6-5 ab            |
| 5.  | 02.02.2009  | Challenger de Breslavia            | Dura (i)   | Alexander Kudryavtsev | 6-3 6-4           |
| 6.  | 16.11.2009  | Challenger de Bratislava           | Dura (i)   | Dominik Hrbaty        | 6-7(6) 6-4 7-6(3) |
| 7.  | 30.11.2009  | Challenger de Salzburgo            | Dura (i)   | Jarkko Nieminen       | 6-7(4) 6-4 6-4    |
| 8.  | 25.01.2010  | Challenger de Heilbronn (2)        | Dura (i)   | Andrey Golubev        | 6-2 6-3           |
| 9.  | 27..01.2013 | Challenger de Heilbronn (3)        | Dura (i)   | Jan-Lennard Struff    | 7-5, 6-3          |
| 10. | 20.10.2013  | Challenger de Mouilleron-le-Captif | Dura (i)   | Nicolas Mahut         | 1-6, 6-4, 6-3     |

#### Finales ATP
| N.º | Fecha      | Torneo           | Superficie | Oponente en la final | Resultado        |
| --- | ---------- | ---------------- | ---------- | -------------------- | ---------------- |
| 1.  | 01.02.2010 | Torneo de Zagreb | Carpeta    | Marin Čilić          | 4-6, 7-6(5), 3-6 |
| 2.  | 06.02.2011 | Torneo de Zagreb | Carpeta    | Ivan Dodig           | 6-3, 6-4         |

### Dobles

#### Títulos
| N.º | Fecha      | Torneo           | Superficie    | Pareja           | Oponentes en la final     | Resultado    |
| --- | ---------- | ---------------- | ------------- | ---------------- | ------------------------- | ------------ |
| 1.  | 28.04.2008 | Torneo de Múnich | Tierra batida | Rainer Schüttler | Scott Lipsky David Martin | 7-5 3-6 10-8 |

#### Finalista
| N.º | Fecha      | Torneo              | Superficie | Pareja          | Oponentes en la final                 | Resultado |
| --- | ---------- | ------------------- | ---------- | --------------- | ------------------------------------- | --------- |
| 1.  | 17.09.2006 | Torneo de Pekín     | Dura       | Kenneth Carlsen | Mahesh Bhupathi Mario Ančić           | 4-6, 3-6  |
| 2.  | 13.07.2008 | Torneo de Stuttgart | Tierra     | Mischa Zverev   | Christopher Kas Philipp Kohlschreiber | 3-6, 4-6  |

## Clasificación en torneos del Grand Slam
| Torneo          | 2013 | 2012 | 2011 | 2010 | 2009 | 2008 | 2007 | 2006 | Títulos |
| --------------- | ---- | ---- | ---- | ---- | ---- | ---- | ---- | ---- | ------- |
| Australian Open | -    | -    | 1r   | 2r   | 2r   | 2r   | 1r   | -    | 0       |
| Roland Garros   | -    | 2r   | 3r   | 1r   | -    | 1r   | -    | -    | 0       |
| Wimbledon       | -    | -    | 1r   | 1r   | -    | 1r   | 2r   | 1r   | 0       |
| US Open         | -    | -    | 1r   | 1r   | 1r   | 1r   | 2r   | 1r   | 0       |